# Alamode Filmdistribution
Die Alamode Filmdistribution oHG (auch Alamode Film) mit Sitz in München ist ein unabhängiger deutscher Filmverleih. Gegründet wurde das Medienunternehmen 2001 von Fabien Arséguel. Der Verleihschwerpunkt liegt auf dem Autorenkino. Die anfängliche Konzentration auf französische Produktionen weitete sich im Laufe der Jahre auf ein breiteres Spektrum internationaler Filme aus, darunter Banksy - Exit Through the Gift Shop, Die dunkle Seite des Mondes oder Escobar: Paradise Lost.
Für gewöhnlich besitzt Alamode an Filmen nicht nur die Rechte für die Kinodarbietung, sondern auch für die weitere Verwertung als DVD, Blu-ray und VoD sowie die TV-Rechtevergabe.
Alamode Film wurde 2003, 2009, 2013, 2016, 2020 und 2023 mit dem Deutschen Verleiherpreis ausgezeichnet. Das Unternehmen ist Mitglied in der AG Verleih.

## Kino-Filmografie (Auswahl)
- 2002: Der Pornograph (Le Pornographe)
- 2004: Liebe mich, wenn du dich traust (Jeux d'enfants)
- 2004: Young Adam
- 2005: Zimt und Koriander (A Touch of Spice)
- 2006: In den Süden (Vers le sud)
- 2007: Import Export
- 2008: Caramel
- 2009: Cairo Time
- 2010: Banksy – Exit Through the Gift Shop
- 2011: Wir sind was wir sind
- 2011: Nader und Simin – Eine Trennung (Jodaeiye Nader az Simin)
- 2012: Sons of Norway (Sønner av Norge)
- 2012: Das Schwein von Gaza (Le cochon de Gaza)
- 2013: Blau ist eine warme Farbe (La vie d’Adèle)
- 2013: Finsterworld
- 2014: Ein Augenblick Liebe (Une Rencontre)
- 2015: Escobar: Paradise Lost
- 2015: Der Staat gegen Fritz Bauer
- 2015: Born to be Blue
- 2015: Picknick mit Bären (A Walk in the Woods)
- 2015: Love
- 2015: Mr. Holmes
- 2016: Die dunkle Seite des Mondes
- 2017: The Square
- 2017: Fikkefuchs
- 2017: The Killing of a Sacred Deer
- 2018: Lucky
- 2018: 303
- 2018: Wackersdorf
- 2018: Climax
- 2018: Wer hat eigentlich die Liebe erfunden?
- 2019: Capernaum – Stadt der Hoffnung (Capharnaüm)
- 2019: Ein königlicher Tausch (L'échange des princesses)
- 2019: Zwischen den Zeilen (Doubles Vies)
- 2019: So wie du mich willst (Celle que vous croyez)
- 2019: Nurejew - The White Crow (The White Crow)
- 2019: Porträt einer jungen Frau in Flammen (Portrait de la jeune fille en feu)
- 2019: The Kindness of Strangers – Kleine Wunder unter Fremden (The Kindness of Strangers)
- 2020: La Gomera
- 2020: Die Wütenden – Les Misérables
- 2021: Gaza mon amour
- 2021: Nahschuss
- 2021: Träum weiter! Sehnsucht nach Veränderung
- 2021: Die Geschichte meiner Frau
- 2021: Annette
- 2022: Petite Maman – Als wir Kinder waren
- 2022: In den besten Händen
- 2022: Corsage
- 2022: Der perfekte Chef
- 2022: Triangle of Sadness
- 2022: Die goldenen Jahre
- 2023: Holy Spider
- 2023: Der Fuchs (2022)
- 2023: Alma und Oskar
- 2023: Das Lehrerzimmer (The teachers lounge)
- 2023: Jeanne du Barry
- 2023: Ingeborg Bachmann - Reise in die Wüste
- 2024: Ein kleines Stück vom Kuchen
- 2024: The Dead Don't Hurt
- 2024: Marianengraben
- 2024: Die Saat des heiligen Feigenbaums